# Diallag
Diallag – minerał z gromady krzemianów (łańcuchowych), zaliczany do piroksenów jednoskośnych (klinopiroksen).

## Właściwości
Magnezowa odmiana augitu; o składzie pośrednim pomiędzy szeregiem augitu i szeregiem diopsydu. Z chemicznego punktu widzenia zajmuje stanowisko pośrednie między fassaitem a typowymi augitami. Najczęściej tworzy kryształy wrosłe (zbliźniaczenia). Cechą charakterystyczną jest doskonała łupliwość. Zazwyczaj tworzy kryształy o pokroju słupkowym.

## Występowanie
Składnik wielu skał magmowych; spotykany w gabrach, bazaltach, diabazach, diorytach, andezytach.
W Polsce występuje na Dolnym Śląsku (w bazaltach i diabazach – w okolicach Kłodzka, Ząbkowic Śląskich), na Wyżynie Krakowsko-Wieluńskiej (okolice Zawiercia, Myszkowa, Krzeszowic).